# Girolamo Ruffo
Girolamo Ruffo (fl. XIX secolo) è stato un politico italiano.
Ha svolto l’incarico di Presidente del Consiglio dei Ministri del Regno delle Due Sicilie dal 16 maggio 1836 al 14 gennaio 1840.